# Hegendorf (Pommelsbrunn)
Hegendorf ist ein Gemeindeteil der Gemeinde Pommelsbrunn im Landkreis Nürnberger Land (Mittelfranken, Bayern). Hegendorf liegt in der Gemarkung Hubmersberg.

## Lage
Das Dorf liegt zwischen Fischbrunn und Neutras, nördlich von Hubmersberg, auf der Jura-Hochfläche und ist um den Osterfelsen angeordnet, auf dem ein Glockenhaus mit einer elektrisch geläuteten Glocke steht.

## Geschichte
Vermutlich ist Hegendorf die Gründung eines „Hego“ und entstand während der zweiten großen Rodungsperiode vom 10. bis 13. Jahrhundert. Der größte Teil von Hegendorf war von Anfang an Eigentum des Klosters Bergen bei Neuburg an der Donau und unterstand der Propstei Hersbruck. Die erste urkundliche Erwähnung geht auf das Jahr 1275 zurück. Nach dem Landshuter Erbfolgekrieg von 1504/05 gehörte Hegendorf für drei Jahrhunderte zum Landgebiet der Reichsstadt Nürnberg und wurde in dieser Zeit von dessen Pflegamt Hersbruck verwaltet. Dieses übte sowohl die Hochgerichtsbarkeit, als auch die Dorf- und Gemeindeherrschaft über den Ort aus. Im Jahre 1806 fiel Hegendorf zusammen mit der Reichsstadt Nürnberg an das Königreich Bayern. Der Ort kam mit zum Steuerdistrikt Pommelsbrunn und gehört seit der Gebietsreform 1972 zur Gemeinde Pommelsbrunn.

## Baudenkmäler

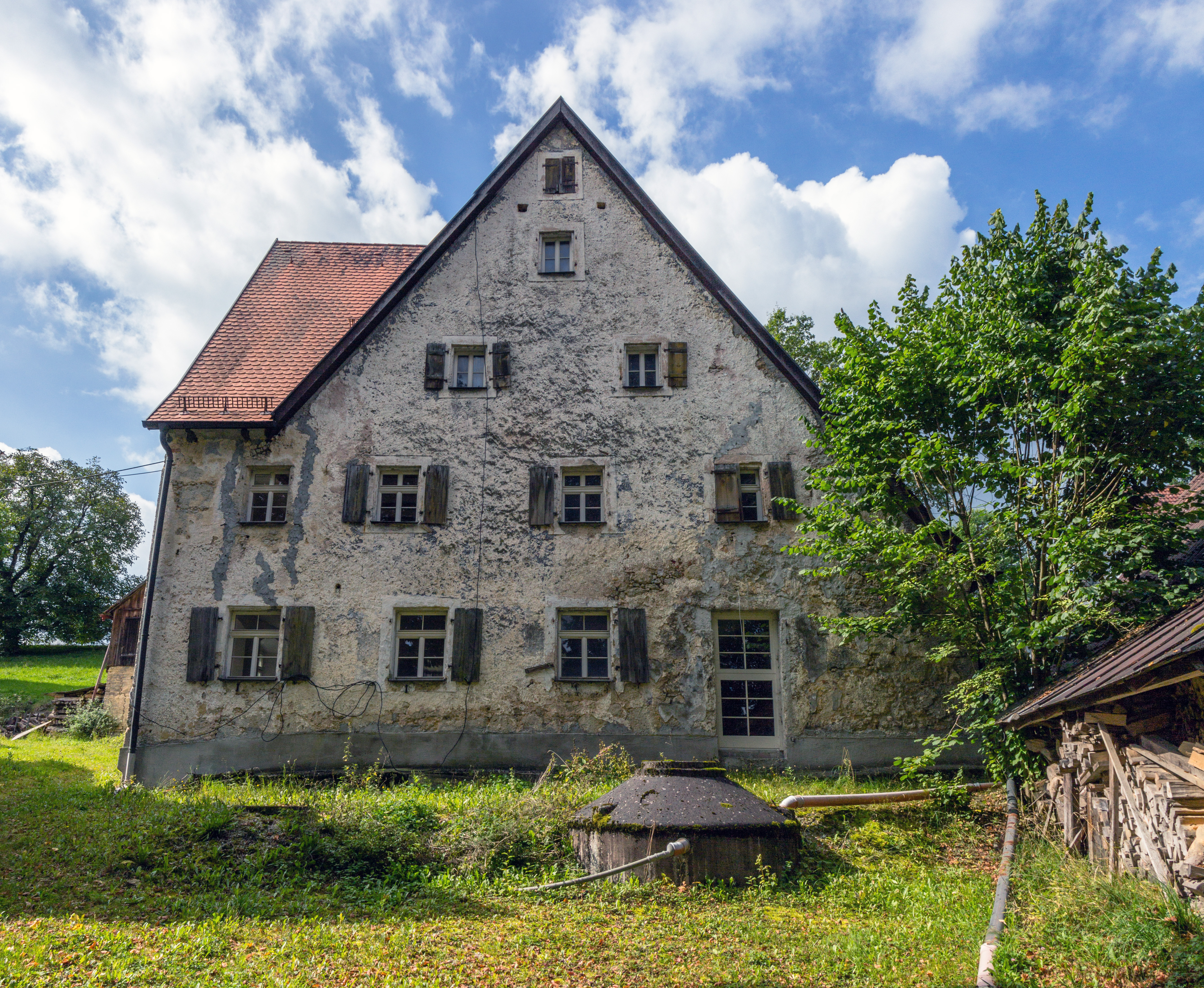
Bauernhof in Hegendorf

Im Ort befinden sich einige sehenswerte denkmalgeschützte Bauwerke.

## Osterloch

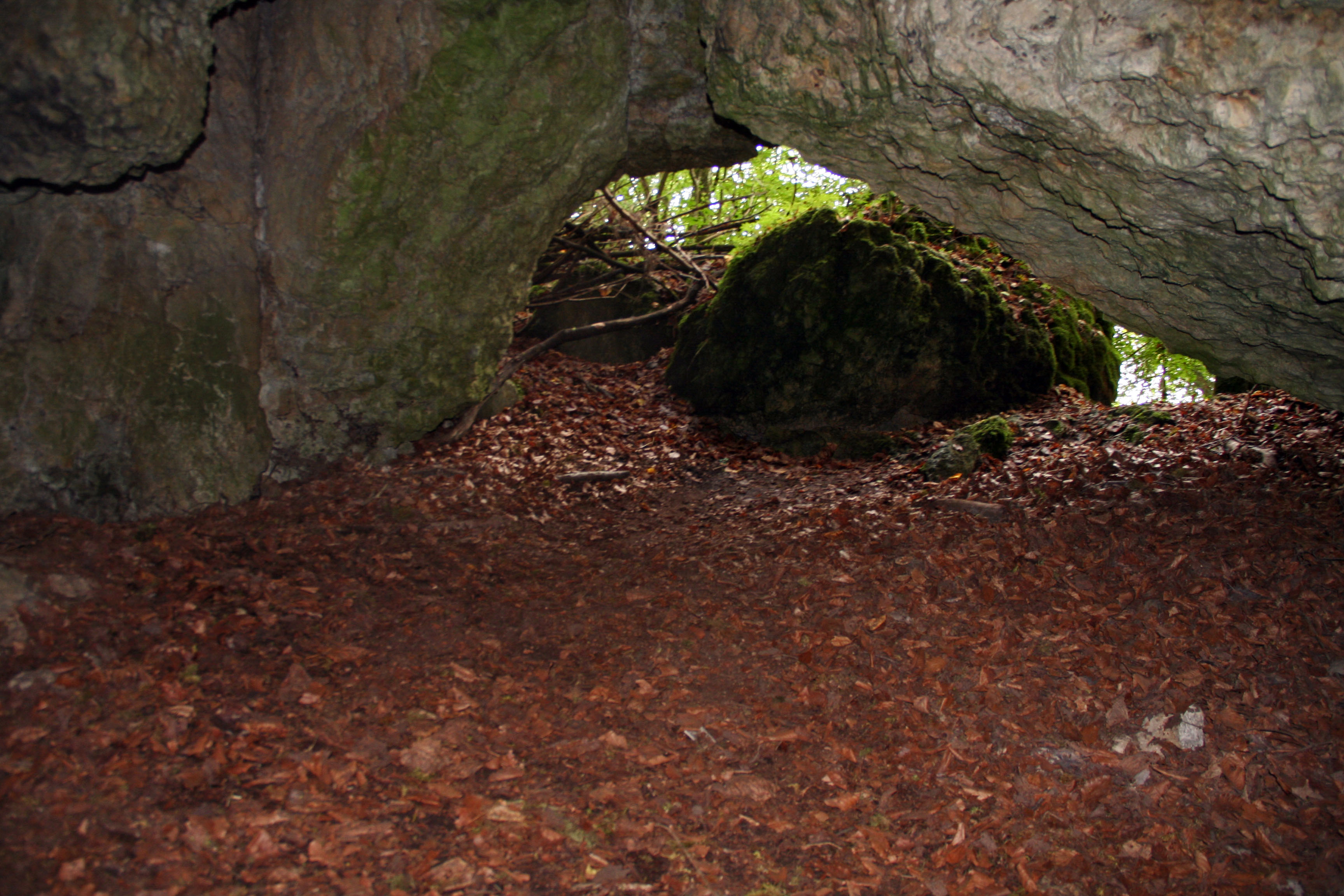
Osterloch, Eingang

Mitten im Ort, etwas versteckt in einem kleinen Wald, befindet sich die natürliche Karsthöhle Osterloch. Die Ganglänge der Höhle beträgt etwa 66 Meter. Nach der großen Eingangshalle fällt die Höhle nach hinten ab. Dort befinden sich weitere Gänge mit wenigen Resten vom ehemaligen Sinterschmuck, die jedoch nur schwer zugänglich sind und bald im Fels enden. In der Höhle wurden eiszeitliche Tierknochen und einige Artefakte aus der Hallstattzeit und dem Spätmittelalter gefunden. Sie wurde später auch als Keller genutzt. Die Höhle ist im Höhlenkataster Fränkische Alb (HFA) mit der Katasternummer A 2 registriert.